# Porphyrion And Other Poems
Porphyrion And Other Poems – tomik wierszy angielskiego poety Laurence’a Binyona, opublikowany w 1898 przez oficynę Granta Richardsa. Zbiorek zawiera tytułowy poemat Porphyrion, napisany wierszem białym, poemat dramatyczny The Supper i dwa cykle wierszy London Visions i Various Poems. Cykl London Visions został później przez poetę znacznie poszerzony (z siedmiu do trzydziestu dziewięciu utworów) i wydany w osobnym tomie w 1908.